# Шеллі Мур-Капіто
Шеллі Веллонс Мур Капіто (англ. Shelley Wellons Moore Capito; нар. 23 листопада 1953, Глен-Дейл, Західна Вірджинія) — американська політична діячка, належить до Республіканської партії. Представляла 2-й округ Західної Вірджинії в Палаті представників США з 2001 до 2015. Сенатор США з 2015.

## Біографія
Народилася в Глен-Дейлі, Західна Вірджинія, в сім'ї Шеллі (до шлюбу Райлі) та Арка Альфреда Мура-молодшого, який три терміни обіймав посаду губернатора штату. У 1975 році отримала ступінь бакалавра в галузі зоології в Дюкському університеті, а в 1976 року — магістра освіти в Університеті Вірджинії. Вона є членом жіночого товариства Kappa Kappa Gamma і представляла Західну Вірджинію як Cherry Blossom Princess у 1972 році.
Капіто була обрана на місце округу Канава в Палаті делегатів Західної Вірджинії в 1996 році і відбула два терміни з 1996 по 2000 рік.
Коли член Конгресу США Боб Вайз балотувався на посаду губернатора в 2000 році, Капіто балотувалася як республіканка на відкрите місце у 2-му окрузі Західної Вірджинії. Вона перемогла кандидата від Демократичної партії, адвоката Джима Хамфріса, на два відсотки. Вона була першою республіканкою, яка представляла Західну Вірджинію в Конгресі з 1983 року, а також першою жінкою, обраною до Конгресу від Західної Вірджинії, яка не була вдовою члена Конгресу. У 2002 році Капіто була переобрана, знову перемігши Хамфріса, 60–40%. У 2004 році Капіто була переобрана на третій термін, перемігши колишнього диктора Еріка Уеллса 57–41%.
У 2006 році Капіто згадувалася як можлива суперниця сенатора Роберта Берда, але він вирішив балотуватися на переобрання до Палати представників. Вона була переобрана на четвертий термін, перемігши міністра охорони довкілля Західної Вірджинії Майка Каллагена, 57–43%.
У 2008 році Капіто була переобрана на п'ятий термін, перемігши Енн Барт, колишню помічницю Берда, 57–43%.
У 2010 Капіто згадувалася як можлива претендентка на звільнене місце в Сенаті США покійного Роберта Берда. Вона відмовилася від кандидатури в Сенат і була переобрана на шостий термін, перемігши Вірджинію Лінч Граф, 68–30 %.
У 2012 році після зміни округу Капіто був кинутий виклик на республіканських праймериз. Вона перемогла делегата Джонатана Міллера та Майкла Девіса. Вона була переобрана на сьомий термін, перемігши колишнього помічника губернатора Говарда Свінта, 70–30%.
5 січня 2016 року Мітч Макконнелл призначив Капіто радницею лідера більшості разом із Робом Портманом і Деб Фішер.
У своїй передвиборчій кампанії 2020 року Капіто легко перемогла претендентів на первинних виборах від республіканців Аллена Вітта та Ларрі Батчера, перш ніж зіткнутися з кандидаткою від Демократичної партії Полою Джин Своренгін на загальних виборах. На загальних виборах у листопаді Капіто перемогла Своренгін, набравши понад 70% голосів.
Була членом Палати делегатів Західної Вірджинії, нижньої палати законодавчих зборів штату, з 1997 до 2001. 
Одружена, у пари троє дітей.